# Кабо, Владимир Рафаилович
Влади́мир Рафаи́лович Кабо́ (7 февраля 1925, Москва — 4 июня 2009, Канберра, Австралия) — советский и австралийский этнограф-австраловед. Доктор исторических наук (1969), до отъезда в Австралию в 1990 г. многолетний сотрудник Института этнографии АН СССР (до 1977 г. в Ленинграде, с 1977 г. в Москве).
Лауреат премии имени Миклухо-Маклая (1978). Ветеран Великой Отечественной войны (артиллерист, дошел до Берлина). В советское время репрессировался и будет реабилитирован. Основные научные труды - «Происхождение и ранняя история аборигенов Австралии» (1969), «Вечно настоящее» (2006).

## Биография
Родился 7-го или 14-го (вероятно, ошибка) февраля, по разным источникам; еврей. 
Сын Рафаила Михайловича Кабо, профессора экономической географии, и Елены Осиповны Кабо, статистика. Сестра — Любовь (1917—2007), писательница. 
Вспоминал, что ещё в детские и школьные годы, под впечатлением книг из отцовской библиотеки у него возник интерес к народам Африки.
Занимался в литературной студии Московского дома пионеров (1936–1941), дружил с Юрием Брегелем (их отцы были соавторами учебника по политической экономии).
15 октября 1941 года эвакуировался из Москвы в Ойрот-Туру (ныне Горно-Алтайск). Окончит там школу («кончал экстерном, и некоторые экзамены принимали преподаватели московского пединститута»). Поступил на исторический факультет МГПИ им. В. И. Ленина.
1943—1944 гг. Мобилизация в армию. Окончание артиллерийского училища в Томске. Пребывание в запасной части под Омском.
1944 г., март. Участие в боевых действиях на Западной Украине в составе роты противотанковых ружей. Болезнь. Пребывание в госпитале, провокаторство Седых и арест Особым отделом армии. Следствие, закрытие дела, освобождение. Служба связным при начальнике артиллерии. Направление в стрелковый взвод. Бои в Польше.
1944 — осень 1945. Служба в запасном полку в Козельске, наводчиком и командиром орудия в моторизованном соединении 76-ти миллиметровых орудий в составе 4-й гвардейской танковой армии Д. Д. Лелюшенко. Участие в боях за Берлин, Прагу. Передислокация в Венгрию. Награждение орденом Красной Звезды за взятие Берлина.
1945—1949 гг. Демобилизация из армии, поступление на исторический факультет МГУ. Дружба с Н. Хайкиной, И. Фильштинским, В. Д. Берестовым, Е. И. Минц, Т. Ю. Харитон. Специализация на кафедре истории СССР. Научный руководитель — профессор Н. Л. Рубинштейн. Увольнение Рубинштейна в ходе кампании борьбы с космополитизмом и передача Кабо под научное руководство проф. С. В. Бахрушина. Знакомство с А. Д. Синявским. Провокаторство Сергея Хмельницкого. Исключение из комсомола за исполнение студенческой песни в экспедиции (сентябрь 1949). Требование исключения из университета.
7 октября 1949 г. — арест. Лубянская внутренняя тюрьма. Следствие, обвинение в создании антисоветской организации (следователь Одляницкий, прокурор Дорон). Перевод в Лефортовскую тюрьму. Ночные допросы. Возвращение на Лубянку. Продолжение пытки бессонницей в Лефортово. Арест Ю. Брегеля 7 ноября 1949 г. Перевод в Бутырскую тюрьму. Приговор Особого Совещания при МГБ: 10 лет ИТЛ общего режима. Встреча в Бутырской тюрьме с Ю. Брегелем.
Австралия вошла в жизнь Владимира Рафаиловича в лагере, где он по ночам читал присылаемые родителями книги по этнографии. Именно там он познакомился с классической работой Элькина «Австралийские аборигены» и решил, что если он выйдет из лагеря, посвятить себя изучению духовной жизни австралийских аборигенов. 
1950 г., июль. Этап в Каргопольлаг. Прибытие на станцию Ерцево Архангельской области (20 июля). Встреча с учёными Е. М. Мелетинским, И. Фильштинским, В. Стороженко, Г. С. Померанцем.
1954 г., август. — Направление на 16-й отдельный лагерный пункт (ОЛП). Помещение в административно-технический барак. Работа нормировщиком, затем экономистом-статистиком плановой части. Солагерники: Иван Михайлович Крестьянкин, Александр Янович Янсонс и др. Научные занятия в лагере. Возвращение.
1954 г., осень. Восстановление на 4-м курсе университета. Специализация по кафедре этнографии, научный руководитель — профессор С. А. Токарев.
1955 г., лето. Описание австралийской коллекции А. Л. Ященко в Музее антропологии и этнографии им. Петра Великого в Ленинграде (на следующий год посвященная Ященко появится журнальная статья Кабо — его первая публикация). В августе 1956 года реабилитирован.
В 1956 году с отличием окончил истфак МГУ. Вспоминал: «Распределен не был — работу я должен был искать сам. Я видел перед собой только один путь — ученого, и одно место, где я хотел бы работать, — Институт этнографии Академии наук. Попытка поступить в аспирантуру окончилась неудачей... Неудачей окончилась и попытка поступить в Институт этнографии…»
1957 г., февраль. Отъезд в Ленинград. Работа научным сотрудником Ленинградского отделения Института этнографии. Пригласил его туда директор ленинградского отделения Леонид Павлович Потапов, с которым Кабо был знаком ещё по Ойрот-Туре, где Потапов возглавлял музей.
В 1962 году в Институте археологии защитил диссертацию на соискание учёной степени кандидата исторических наук по теме «Каменные орудия австралийцев» (оппонировал археолог Павел Иосифович Борисковский).
1964 год. Разоблачение провокаторства С. Хмельницкого на защите его кандидатской диссертации.
Про свою семью вспоминал: «В 1965 году мы покинули Царское Село и переехали в собственную квартиру в новом доме, в богатый воспоминаниями и парками район старого Петербурга — Лесное, на берега Серебряного пруда, осененного старыми березами, на улицу Орбели».
В 1970 году защитил в Институте этнографии диссертацию на соискание учёной степени доктора исторических наук по теме «Происхождение и ранняя история аборигенов Австралии».
1977 год. Переход на работу в Московское отделение Института этнографии.
1990 г., 28 августа. — Отъезд в Австралию; жил и умер в Канберре.
С 1958 года был женат на Валентине Акимкиной (ум. 1976). Дочь Елена (р. 1961). В 1983 году женился повторно, на Елене Говор (1957 г.р.), дочери журналиста и писателя Виктора Говора, а по матери внучке Артёма Весёлого; также австраловеде; сын Рафаил (1992).
Упоминался в  травелоге Даниила Гранина «Месяц вверх ногами» (Л., 1966), о поездке того в Австралию. Михаил Голубовский указывал Кабо диссидентом.

## Научные труды
- «Происхождение и ранняя история аборигенов Австралии» (1969) — положительной рецензией на данный труд отозвался лингвист Arthur Capell[англ.]*[6]
- «Тасманийцы и тасманийская проблема» (1975)
- «Первобытная доземледельческая община» (1986)
- «Дорога в Австралию» (Нью-Йорк, 1995)
- «Дорога в Австралию» (Австралия, 1998)
- Происхождение религии: история проблемы. — Канберра: Алчеринга, 2002. — 151 с. — ISBN 0-9580800-3-8
- Ванджина и икона: искусство аборигенов Австралии и русская иконопись. — Канберра: Алчеринга, 2002. — 72 с. — ISBN 0-9580800-1-1
- Круг и крест: размышления этнолога о первобытной духовности. — Канберра: Алчеринга, 2002. — 395 с. — ISBN 0-9580800-2-X
- Круг и крест: размышления этнолога о первобытной духовности. — М.: Восточная литература, 2007. — 328 с. — ISBN 978-5-02-036325-0
- Вечное настоящее. — Канберра: Алчеринга, 2006. — 240 с. — ISBN 978-0-9580800-4-0
- Дорога в Австралию: воспоминания / Владимир Кабо. - М.: Восточная литература РАН, 2008. — 296 с. — ISBN 978-5-02-036369-4

## Цитаты
- В отличие от русских путешественников прошлого века, которые перебрали все возможные отрицательные эпитеты описывая "унылый" австралийский ландшафт, нас австралийская земля покорила с первого взгляда. (В соавт. с супругой.)

О Кабо
- Он хотел бы возвращения в Россию воздуха прошлого, который в нормальных государствах накапливается столетиями. Россия его потеряла, поэтому Владимир Кабо из Австралии не вернулся.
  - Израиль Аркадьевич Мазус